# 이방 마이외르

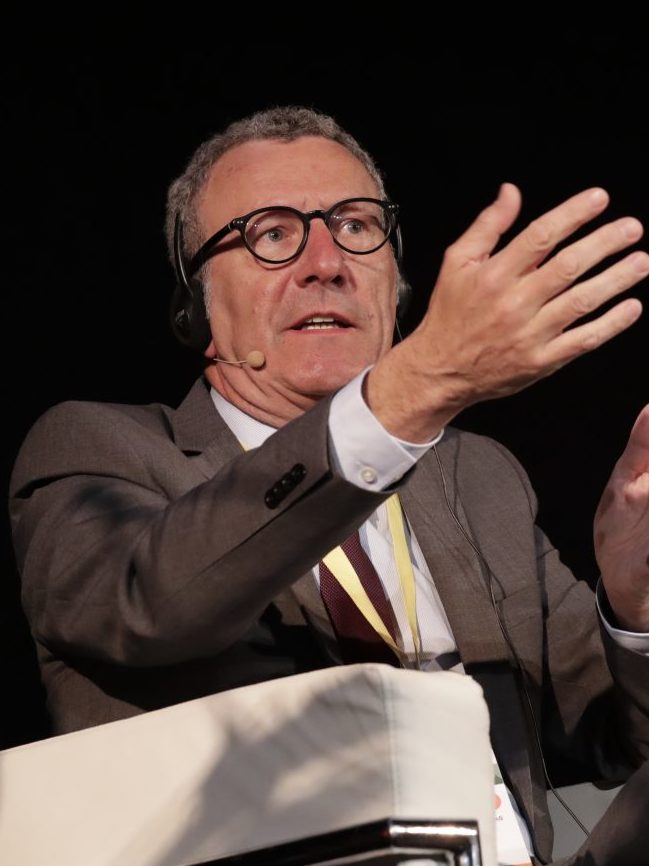

이방 마이외르(프랑스어: Yvan Mayeur, 1960년 1월 24일 ~ )는 벨기에의 정치인이다. 사회당 소속이며 2013년 브뤼셀 시장으로 선출되었다.